# Christian von Geren
Christian von Geren († 1486) war ein Vikar, Sekretär und Chronist der Lübecker Bergenfahrer im 15. Jahrhundert.

## Leben
Geren stammte aus der Altmark und studierte ab 1444 an der Universität Rostock, wo er 1445 zum Bakkalar promoviert wurde. 1446/47 erhielt er eine Anstellung in der Kanzlei des Rates der Hansestadt Lübeck und wurde 1449 als Nachfolger von Hinrich Stammel Sekretär des Hansekontors in Bergen auf der Deutschen Brücke. Bestandteil dieser Berufung war die Zusage der ältesten Vikarie in der Kapelle der Lübecker Bergenfahrer in der Lübecker Marienkirche.
1455 reiste er von Bergen nach Rom, um die Aufhebung des Banns wegen der blutigen Unruhen in Bergen in diesem Jahr zu verhandeln, in deren Verlauf auch das Kloster Munkeliv abgebrannt war. Im gleichen Jahr wurde er zum Priester geweiht. Ende 1456 kehrte er über Lübeck nach Bergen zurück, wo er 1458 nur knapp einem Mordanschlag entging, der von einem konkurrierenden Kaufmann von der Zuiderzee in Auftrag gegeben worden war. 1459 kehrte er endgültig nach Lübeck zurück und wurde Vikar am Olafsaltar von St. Marien.
Geren wurde 1463 in den dänischen Adelsstand erhoben. 1469 wurde er Sekretär der Lübecker Bergenfahrer und führte deren Register und ein von ihm neu angelegtes Rechnungsbuch für den Schütting der Kaufgesellen der Bergenfahrer in der Beckergrube. Er vertrat das Bergener Kontor 1473/74 bei Verhandlungen mit England in Utrecht, die zum Frieden von Utrecht (1474) führten, und 1477 in Kopenhagen.
Seine Chronik notierte er von 1470 an in dem Rechnungsbuch des Schüttings. Sie reicht in einem ersten geschlossenen Text von 1469 bis 1350 zurück und wurde ab 1470 bis zu seinem Tod durch jährliche Eintrage ergänzt.